# Placidochromis platyrhynchos
 Placidochromis platyrhynchos és una espècie de peix de la família dels cíclids i de l'ordre dels perciformes.

## Morfologia
Els mascles poden assolir els 10 cm de longitud total.

## Distribució geogràfica
Es troba al llac Malawi (Malawi i Tanzània, Àfrica oriental).